# Omar Carabalí
Gabriel Omar Carabalí Quiñonez (ur. 12 czerwca 1997 w Guayaquil) – chilijski piłkarz pochodzenia ekwadorskiego występujący na pozycji bramkarza, od 2025 roku zawodnik O’Higgins.
Jest synem ekwadorskiego piłkarza Wilsona Carabalí. W 2019 roku otrzymał chilijskie obywatelstwo.